# Антонианизм
Антонианизм (антонианство, порт. Antonianismo) — синкретическое христианское движение, сформировавшееся в Королевстве Конго между 1704 и 1706 годами внутри Римско-католической церкви в Конго. Его основателем была молодая харизматичная девушка по имени Беатрис Кимпа Вита, утверждавшая, что к ней явился святой Антоний Падуанский.
Католицизм был введён в странах Африки южнее Сахары в XV веке. Беатрис утверждала, что в видении Антоний Падуанский повелел ей создать новый конголезский католицизм, в который она включила различные народные традиции и обычаи. Основными различиями между римским католицизмом и антонианизмом были отказ от креста, крещения, исповеди и молитвы. Иисус Христос и другие библейские фигуры провозглашались конголезцами. Беатрис также разрешала многобрачие.
Проповедь Беатрис Кимпы Виты пришлась на сложный период в истории королевства Конго: в 1665—1709 годах королевство захлестнула гражданская война между враждующими домами Кимпанзу и Кинлаза и многочисленными мелкими группами. К концу войны столица Конго была разрушена, и множество баконго были проданы в рабство. Девушка-пророчица ставила своей целью воссоединение страны, и с этой целью она обращалась к противоборствующим правителям — Педру IV Нусаму в Кибангу и Жуану III Нзузи в Лембе, но оба отказались поддержать её проповедь. В результате, Беатрис начала действовать самостоятельно и призвала тысячи своих последователей восстановить старую столицу Мбанза-Конго (Сан-Сальвадор-де-Конго). Из-за своей политической деятельности (она поддержала избрание королём Педру Константинью да Силвы) Беатрис стала угрожать Педру IV, который вскоре арестовал её.
Движение начало приходить в упадок со смертью Беатрис, которая была казнена за ересь и колдовство по законам Конго и по настоянию португальских капуцинских монахов в июле 1706 года. 20 тысяч её разгневанных последователей выступили маршем против Педру IV в 1708 году, но тот разгромил их и в следующем году взял штурмом их столицу.